# Franco Pinna
Franco Pinna (La Maddalena, 25 de juliol de 1925 - Roma, 1978) fou un fotògraf sard.
Publicà les seues fotos en revistes internacionals com Life, Stern, Sunday Times, Vogue, Plana Match, Època, L'Espresso, Panorama i Noi Donne. Els anys 1950 treballava junts amb Diego Carpitella que ell seguia en campanyes de recopilació de material folklorístic.